# Taurorcus
Taurorcus is een kevergeslacht uit de familie van de boktorren (Cerambycidae). De wetenschappelijke naam van het geslacht werd voor het eerst geldig gepubliceerd in 1857 door Thomson.

## Soorten
Taurorcus omvat de volgende soorten:
- Taurorcus chabrillacii Thomson, 1857
- Taurorcus mourei Marinoni, 1969